# Theodore Whitmore
Theodore Whitmore (ur. 5 sierpnia 1972 w Kingston, Jamajka) – jamajski piłkarz, grający na pozycji pomocnika.
W swojej karierze Whitmore występował w takich klubach jak: Seba United Montego Bay, Hull City, Livingston FC oraz Tranmere Rovers. Na Mistrzostwach Świata we Francji zdobył dwie bramki w zwycięskim meczu 2-1 z reprezentacją Japonii.
W latach 2009–2013 i 2016-2021 był selekcjonerem reprezentacji Jamajki.